# МиГ-15
МиГ-15 (изделие С, самолёт И-310, по кодификации НАТО: Fagot) — советский реактивный истребитель, разработанный ОКБ Микояна и Гуревича в конце 1947 года. Наиболее массовый реактивный боевой самолёт в истории авиации, состоявший на вооружении многих развивающихся стран мира.

## Введение
При создании первых реактивных истребителей советские конструкторы столкнулись с проблемой отсутствия мощных и надёжных реактивных двигателей. Первые советские реактивные истребители оснащались копиями трофейных германских двигателей БМВ-003 и Jumo-004, кроме того, было создано несколько типов опытных и малосерийных истребителей с комбинированной силовой установкой, а также несколько истребителей-ракетопланов. В ОКБ Микояна в этот период были созданы МиГ-13, МиГ-9 и ракетоплан И-270.
Новый этап в развитии советского авиастроения наступил с закупкой в Англии ТРД Rolls-Royce Derwent и Rolls-Royce Nene (в СССР — «Нин»). В ОКБ Микояна и Гуревича прорабатывалось два варианта истребителя с двигателем Нин. Первый из них И-320, шифр «ФН», представлял собой истребитель МиГ-9 с прямым крылом, оснащённый новым двигателем, второй более прогрессивной схемы с осесимметричным расположением двигателя в хвостовой части фюзеляжа и стреловидным крылом. Проект был обозначен И-310 и получил шифр «С».
При запуске в серийное производство самолёт получил ТРД Владимира Климова ВК-1 (РД-45).
Впоследствии этот истребитель получил обозначение МиГ-15 и стал самым массовым реактивным самолётом в истории самолётостроения. Было выпущено более 15 000 машин, которые поступили на вооружение ВВС и ПВО СССР, а также военно-воздушных сил около 40 других стран. Первые МиГ-15 были приняты на вооружение в 1949 году в Советском Союзе, а последние сняты с вооружения ВВС Албании в 2006 году.
МиГ-15 стал одним из основных истребителей, участвовавших в Корейской войне, по кодификации НАТО: Fagot. Применялся в первых арабо-израильских войнах, и в многочисленных менее значительных военных конфликтах по всему миру. Его учебно-тренировочный вариант МиГ-15УТИ на многие годы стал основным советским учебным самолётом, а также стран-участниц Варшавского договора, КНР и многих других.

## История создания

### Создание
Проектирование нового истребителя было начато в конце 1946 года. 11 марта 1947 года Совет Министров СССР утвердил план опытного самолётостроения на 1947 год, в соответствии с которым приказом МАП № 210 ОКБ Микояна поручалось разработать фронтовой истребитель с герметичной кабиной и построить его в двух экземплярах. Тем же приказом прекращались все работы по истребителям И-225 и И-250 как потерявшим актуальность.
История создания самолёта-истребителя МиГ-15 неразрывно связана с английской моторостроительной компанией «Роллс Ройс» и её двигателем Nene. 17 июня 1946 года вышло постановление Совета Министров СССР, разрешавшее Министерству авиационной промышленности закупить в Англии 10 экземпляров турбореактивных двигателей Rolls-Royce Nene. Также этим документом предписывалось Минавиапрому внести предложение о постройке двух экспериментальных самолётов с этими двигателями. Первым в списке МАП стояло ОКБ Микояна.
Разрабатываемый в ОКБ Микояна истребитель должен был иметь следующие характеристики: максимальная скорость у земли — 1000 км/ч, максимальная скорость на высоте 5000 метров — 1020 км/ч, время подъёма на эту высоту — 3,2 минуты, практический потолок — 13 000 метров, дальность полёта на высоте 10 000 метров — 1200 км, разбег — 700 метров и пробег — 800 метров.
Вооружение должно было состоять из одной 45-мм и двух 23-мм пушек, но позже было решено использовать 37-мм пушку вместо 45-мм. Также должна была предусматриваться возможность подвески топливного бака или авиабомб. Истребитель надлежало оснастить гермокабиной и катапультным креслом. В качестве силовой установки был выбран двигатель Rolls-Royce Nene.
Назначением самолёта, согласно документу с требованиями, утверждённому К. А. Вершининым являлось: ведение активного воздушного боя с истребителями и бомбардировщиками противника, отражение налётов авиации противника, удары по наземным целям, и выполнение задач разведки и контроля боевых действий.
В декабре 1947 года первые прототипы должны были быть предъявлены на государственные испытания.

### Разработка
Проектные и конструкторские работы по истребителю «С» начались в январе 1947 года, руководителем был назначен заместитель главного конструктора ОКБ А. Г. Брунов. Одной из главных проблем при проектировании самолёта стало преодоление волнового кризиса, возникающего на околозвуковых скоростях. Для решения этой задачи в сотрудничестве с ЦАГИ было разработано стреловидное крыло профиля ЦАГИ С-10с с относительной толщиной 10 % в корневой части крыла и с профилем ЦАГИ Ср-3 в концевой части. Для предотвращения перетекания воздушного потока вдоль размаха крыла и концевого срыва, а, как следствие, и ухудшения продольной устойчивости самолёта, на верхней поверхности консолей были установлены аэродинамические гребни.
Хвостовое оперение было схоже с использованным на ракетном истребителе И-270 «Ж». Т-образное оперение имело большую, нежели крыло, стреловидность, стабилизатор — 40°, киль — 54°50'.
Значительным прогрессом, по сравнению с МиГ-9, был отказ от реданной схемы размещения двигателя. На МиГ-15 двигатель располагался в хвостовой части фюзеляжа, такая схема в советском авиастроении впервые была опробована на опытном истребителе ОКБ Яковлева Як-19. Для облегчения доступа к двигателю фюзеляж был выполнен двухсекционным, с технологическим разъёмом в центральной части, как и хвостовое оперение, это решение было отработано на И-270 «Ж». Уменьшение волнового сопротивления фюзеляжа было достигнуто также путём использования удлинительной трубы двигателя.
Также пригодился и опыт, накопленный при создании МиГ-9. На МиГ-15 стояло катапультное кресло, для создания которого использовался его предшественник. Сама кабина была герметичная, вентиляционного типа. Размещение пушечного вооружения также было отработано на МиГ-9, а состав вооружения был тем же самым, одна 37-мм пушка Н-37 и две НС-23. Первоначально пушки собирались разместить аналогично схеме, примененной на МиГ-9 «ФЛ», но конструктор Н. И. Волков нашёл иное решение: он сдвинул все три пушки назад и разработал конструкцию лафета, на котором располагались все три пушки с патронными коробками и гильзоотводами. Лафет размещался внизу носовой части фюзеляжа и мог опускаться на четырёх тросах при помощи ручной лебёдки. Благодаря такой конструкции, съём и замена всех пушек при работе двух человек занимали всего 15-20 минут.
Впервые на отечественном истребителе были предусмотрены бортовые средства пожаротушения и система оповещения о пожаре.
Первоначально, в отсутствие двигателей, которые должны были поставить из Великобритании, работы по истребителям И-310 Микояна и «168» Лавочкина шли параллельно. Оба истребителя проектировались на основе технической документации к двигателю Нин II, однако, летом 1947 года возникли осложнения с поставкой закупленных двигателей. Более того, существовала вероятность, что в условиях начинающейся холодной войны Нин II и вовсе не будут поставлены в СССР, в то время как двигатели Дервент V
уже прибыли в страну. В этой обстановке каждое ОКБ пошло своим путём, Лавочкин решил в срочном порядке доработать истребитель «168» под Дервент V, а Микоян решил рискнуть и оснастить первый прототип «С-1» двигателем Нин I чтобы не задерживать передачу самолёта на лётные испытания. Нин II планировалось поставить на второй прототип «С-2».
В случае срыва поставок двигателей Нин это решение привело бы к провалу конкурса ОКБ Микояна, но риск оказался оправданным, а решение Лавочкина подстраховаться привело к затягиванию работ по самолёту «168» и стало роковым для истребителя.

### И-310 «С-1» и «С-2»
За исключением разных двигателей «С-1» и «С-2» были практически идентичны по конструкции и отличались несколькими незначительными деталями.
27 ноября 1947 года «С-1» был выпущен из сборочного цеха и передан на заводские испытания. 30 декабря 1947 года лётчик-испытатель В. Н. Юганов поднял истребитель «С-1» в воздух. В первых же полётах обнаружились потери тяги, и испытания были прекращены. После консультаций со специалистами ЦАГИ и ЦИАМ было решено немного укоротить фюзеляж и удлинительную трубу двигателя. 5 апреля 1948 года был завершен второй прототип с двигателем Нин II, после чего он присоединился к программе испытаний. Истребитель И-310 «С-2» испытывал лётчик С. Н. Анохин.
В то же самое время, ещё до окончания заводских испытаний, постановлением Совета Министров СССР № 790—225 истребитель с двигателем РД-45 (копия Нин I) предписывалось запустить в серийное производство на заводе № 1 имени Сталина под обозначением МиГ-15. Кроме того, ОКБ Микояна поручалось создать двухместный учебно-тренировочный вариант МиГ-15.
Заводские испытания завершились 25 мая, всего в их ходе было совершено 38 полётов на «С-1» и 13 полётов на «С-2». 27 мая с полёта на втором прототипе «С-2», который пилотировал Григорий Седов, начались государственные испытания в ГК НИИ ВВС. Вторым пилотом был назначен Ю. А. Антипов. 5 июля к госиспытаниям присоединился «С-1». Государственные испытания закончились 28 августа.
В ходе испытаний было выполнено два вылета на перехват условного противника, которого имитировало звено истребителей Спитфайр Мк. IX и два вылета на одиночный бой с истребителями Як-25 и Ла-9.
В заключении акта о государственных испытаниях И-310 отмечалось, что истребитель полностью соответствует заданным лётно-техническим данным, а по некоторым показателям заметно превосходит их. И-310 допускал выполнение всех фигур высшего пилотажа на высоте до 8000 метров, на большей высоте существовал риск превышения безопасной скорости полёта. По сравнению с ранее принятыми на вооружение истребителями МиГ-9 и Як-23 новый истребитель имел заметно лучшие скоростные характеристики, однако несколько уступал по некоторым показателям манёвренности Як-23 из-за прямого крыла и меньшей удельной нагрузки на крыло у машины Яковлева.
У наземного персонала, после обслуживания МиГ-9 с двигателями РД-20, сложностей в наземной подготовке И-310 не возникало. Лётчики-испытатели также положительно отзывались о самолёте, сложности в технике пилотирования самолёт не представлял и при некоторой доводке по управляемости и боковой устойчивости мог быть доступен лётчику средней квалификации.
В целом самолёт прошёл испытания удовлетворительно и был рекомендован в серийное производство после устранения следующих недостатков: недостаточная эффективность элеронов, большие усилия на РУС, рысканье самолёта на максимальной скорости и в конце пробега при торможении, раскачивание самолёта при стрельбе из 37-мм пушки, отсутствие воздушных тормозов, недостаточная прочность крыла, большое время уборки шасси и слабая бронезащита лётчика.
При этом, за два дня до окончания госиспытаний, постановлением Совета Министров СССР № 3210-1303, МиГ-15 был принят на вооружение. Также было решено начать массовое производство истребителей этого типа, для чего к уже осваивающему выпуск МиГ-15 заводу № 1 в Куйбышеве добавились заводы № 153 в Новосибирске и № 381 в Москве.

### И-310 «С-3»
Опытный самолёт «С-3» был построен в марте 1948 года для продолжения программы испытаний. На третьем прототипе предполагалось устранить дефекты, выявленные на первых двух машинах. Как и «С-2», он был оснащён ТРД Нин II, но от предшественника «С-3» отличали следующие изменения: усилена конструкция крыла, в хвостовой части фюзеляжа установлены тормозные щитки с гидроуправлением, площадью 0,48 м², стабилизатор сдвинут назад на 150 мм, на руль высоты добавлены весовые балансиры, установлен новый механизм сброса фонаря, за счёт топливных баков № 1 и 3 на 88 литров снижена общая ёмкость, с 1538 до 1450 литров, установлены два подвесных бака под крыльями, предусмотрена подвеска двух бомб ФАБ-100, ФАБ-50 или АО-25 на держатели ПТБ, обтекатели стволов пушек выполнены легкосъёмными, установлены прицел АСП-1Н и фотокинопулемёт, усилена огневая мощь, в двигательном отсеке размещено противопожарное оборудование и усовершенствована гидросистема.
«С-3» был построен в марте 1948 года, а его первый полёт состоялся 17 июня. Пилотировал самолёт И. Т. Иващенко, в ходе заводских испытаний к нему присоединился С. Н. Анохин. Заводские испытания, в ходе которых было выполнено 48 полётов, были завершены 15 октября, после чего 1 ноября «С-3» был передан в ГК НИИ ВВС.
Контрольные испытания были проведены с 4 ноября по 2 декабря 1948 года в крымском филиале ГК НИИ ВВС на аэродроме Саки. Эти испытания провели военные лётчики Ю. А. Антипов и В. Г. Иванов. Всего в ходе контрольных испытаний было выполнено 35 полётов общей продолжительностью 15 часов 21 минута.
В процессе государственных испытаний силовая установка, вооружение и системы самолёта работали надёжно, однако, несмотря на проведённую работу, эффективность элеронов была всё ещё недостаточной, а управление — тяжёлым. Тормозные щитки, с одной стороны, повысили маневренность самолёта, но, с другой, при их открытии возникал сильный кабрирующий эффект, мешавший наведению на цель. Также было отмечено отсутствие на самолёте ответчика госопознавания, радиолокатора и аппаратуры для осуществления слепой посадки. Но, несмотря на выявленные недостатки, «С-3» был рекомендован как эталон для серийного производства.

## Конструкция
МиГ-15 — одноместный фронтовой истребитель, цельнометаллический среднеплан со стреловидным крылом и расположенным на киле стреловидным горизонтальным оперением. Планер изготовлен из алюминиевых сплавов, с широким использованием стали. Самолёт отличался простотой и надёжностью конструкции, а также мощным вооружением.
Фюзеляж — полумонокок конструктивно разделён на два отсека: передний и хвостовой. В переднем отсеке располагается вооружение, бортовое оборудование и герметичная кабина лётчика. Кабина лётчика закрыта каплеобразным фонарём. Фонарь состоит из трёх сегментов. В переднем неподвижном козырьке фонаря установлено плоское бронестекло. Средняя подвижная часть фонаря сдвигается назад. В кабине установлено катапультное кресло.
В носовой части переднего отсека фюзеляжа располагался воздухозаборник двигателя, который с двух сторон охватывал кабину лётчика. В хвостовом отсеке фюзеляжа находился двигатель, агрегаты топливной системы, радиотехническое оборудование. По бортам хвостового отсека установлены аэродинамические тормоза. Хвостовой отсек фюзеляжа был отъёмным, с использованием внутренних фланцев для установки и проведения обслуживания двигателей.
Крыло — стреловидное, состоит из двух консолей, которые стыковались непосредственно с фюзеляжем. Через фюзеляж проходили силовые балки шпангоутов, которые являлись продолжением силовой балки крыла и лонжерона. Силовой каркас крыла состоит из лонжерона, косой поперечной балки, стрингеров и нервюр. Косая поперечная балка и лонжерон образовывают треугольную нишу, в которую убиралось шасси.
К каждой консоли крыла крепится по одному пилону, которые служат для подвески дополнительных топливных баков или вооружения. На верхней поверхности крыла установлены аэродинамические гребни, препятствующие перетеканию воздуха вдоль крыла и отрыв потока в концевой части крыла во время полёта с большими углами атаки.
Механизация крыла — элероны, оснащённые аэродинамической компенсацией и щитки-закрылки, которые открывались при взлёте и посадке. Левый элерон оснащён триммером. Щитки-закрылки перемещались на рельсовых каретках и могли отклоняться при посадке до 55 градусов, на взлёте до 20 градусов. На задней кромке крыла имеется регулируемая на земле ножевидная пластина.
Хвостовое оперение — традиционное, крестообразное: киль с рулём направления и стабилизатор с рулями высоты. Стабилизатор и киль были двухлонжеронными. Руль направления состоял из двух частей расположенных снизу и сверху от стабилизатора. Горизонтальное оперение установлено на киле. Левый руль высоты оснащён триммером.
Шасси — трёхопорное с носовой опорой и рычажной подвеской колёс, убирающееся в полёте. Все опоры одноколёсные. Носовая опора убирается поворотом вперёд в нишу, расположенную в фюзеляже перед кабиной лётчика. Основные опоры убираются в крыло поворотом по направлению к продольной оси фюзеляжа. Колёса основных опор шасси были снабжены пневматическими тормозами. Уборка и выпуск шасси осуществлялись гидросистемой. Шасси рассчитано на эксплуатацию самолёта с грунтовых аэродромов.
Силовая установка — турбореактивный двигатель РД-45Ф с центробежным компрессором, максимальной тягой 2270 кгс. Двигатель являлся копией английского двигателя Роллс-Ройс «Нин», производство которого было налажено в СССР без лицензии. На более поздних версиях истребителя Миг-15 устанавливался более мощный двигатель ВК-1. Топливо размещалось в двух фюзеляжных баках общим объёмом 1450 литров. На подкрыльевых пилонах возможна установка подвесных топливных баков.
Вооружение — две пушки калибра 23 мм, с боекомплектом по 80 снарядов, и одна пушка калибра 37 мм, с боекомплектом 40 снарядов. Пушки размещались внизу фюзеляжа в носовой части. Для обеспечения удобной перезарядки, пушки устанавливались на специальном съёмном лафете, который при помощи лебёдки можно было быстро опустить вниз. Под крылом на пилонах можно было подвесить две бомбы пятидесяти или сто килограмм и неуправляемую авиационную ракету.
Приборное оборудование — обеспечивает выполнение полётов в простых и сложных метеоусловиях, в любое время суток, а также выполнение фигур высшего пилотажа. Впервые в СССР истребитель был оборудован радиотехнической системой захода на посадку.
Управление — жёсткое, осуществлялось тягами и качалками. На последних версиях Миг-15 в систему управления были введены гидроусилители.

## Варианты

### МиГ-15 «СВ»
Пока МиГ-15 шёл в серийное производство, его дальнейшее совершенствование продолжалось. Для устранения недостатков выявленных на опытном самолёте «С-3», с завода № 1 в ОКБ Микояна направили третий серийный МиГ-15 № 101003, где он получил шифр «СВ».
В конструкцию серийного МиГ-15 были внесены следующие изменения: пушки НС-23 заменены на НР-23, устранена вибрация при стрельбе из пушки Н-37Д, усовершенствованы звеньеотводы, увеличена прочность конструкции самолёта, на левом элероне установлен триммер, в крыле установлен противофлаттерный груз, установлен бустер-гидроусилитель Б-7, использован генератор-стартер ГС-3000, установлен новый амортизатор носовой стойки шасси и прицел АСП-1 был заменен на АСП-3Н.
13 июня 1949 года начались госиспытания МиГ-15 «СВ», однако уже 10 августа они были прерваны из-за недостаточной жёсткости установки пушек НР-23. Самолёт вернули ОКБ для доработки, а 19 октября «СВ» вновь был отправлен на госиспытания, хотя вооружение так и не было доведено. Основные усилия конструкторов были сосредоточены на улучшении управляемости и возможности запуска двигателя в воздухе.
Лишь небольшая часть улучшений, испытанных на МиГ-15 «СВ», была применена на серийных самолётах с двигателем РД-45Ф. В их числе были новый прицел АСП-3Н, панель ПС-2, улучшенная система запуска двигателя и гидроусилитель элеронов. Остальные новшества появились в серии уже на МиГ-15бис, оснащённом двигателем ВК-1.

### МиГ-15 «СО»
16 июня 1949 года в ГК НИИ ВВС начались испытания МиГ-15 № 106019, оборудованного выдвижным прицелом АСП-3Н. Прицел имел два положения, походное и боевое. В первом, положение прицела было таким же как и на серийных МиГ-15, во втором, прицел придвигался на 160 мм к пилоту, для оптимального использования возможностей прицела. Однако испытания, закончившиеся 6 августа показали, что у выдвижного прицела нарушается первоначальная наводка и эта конструкция была забракована, а истребитель был возвращён в ОКБ.
Выдвижной прицел был доработан. Кроме того, было усилено бронирование кабины, применён более толстый козырёк фонаря, а также усилены бронеспинка и бронезаголовник кресла пилота. Самолёт прошёл испытания в начале 1950 года. Выдвижной прицел так и не удалось довести до удовлетворительного состояния и в июле работы по данной теме были прекращены.

### МиГ-15 «СШ»
Шифр «СШ» получили два МиГ-15 завода № 1, на которых пушки НС-23 были заменены на две 23-мм пушки Ш-3-23 конструкции Шпитального. Новые пушки потребовали полной реконструкции орудийного лафета и обтекателей, в остальном «СШ» ничем не отличался от серийного МиГ-15.
1 июля 1950 года «СШ-1» был передан ГК НИИ ВВС для испытаний, 13 июля за ним последовал «СШ-2». Но результаты испытаний оказались неудовлетворительным, а работы по оснащению МиГ-15 пушками Ш-3 были продолжены на самолёте «СУ».

### МиГ-15 «СУ»
После испытания пушек Ш-3 на МиГ-15 «СШ», приказом Совета Министров от 14 сентября 1950 года, ОКБ Микояна предписывалось оборудовать серийный МиГ-15 носовой ограниченно подвижной пушечной установкой В-1-25-Ш-3 разработанной заводом № 25.
Эту задачу выполнили на опытном заводе ОКБ-155, где был переоборудован МиГ-15 № 109035. Установка В-1-25-Ш-3 состояла из двух пушек системы Шпитального Ш-3-23, с боезапасом в 115 снарядов на каждую. Обе пушки могли отклоняться в вертикальной плоскости вверх на 11 и вниз на 7 градусов. Управление пушками было электродистанционным и осуществлялось специальными рукоятками, одна из которых была установлена на РУСе, а другая на РУДе. Прицел АСП-3Н был выдвигающимся, как на самолёте МиГ-15 «СО».
Для нового вооружения пришлось поставить на самолёт новые увеличенные обтекатели, в свою очередь, после этого конструкторы были вынуждены ограничить угол разворота носовой стойки шасси.
Заводские испытания самолёта «СУ», начавшиеся 2 января и закончившиеся 27 марта 1951 года, провёл лётчик Ю. А. Антипов. 20 июня самолёт отправили в ГК НИИ ВВС на государственные испытания, которые начались 30 июня и закончились 10 августа. В ходе госиспытаний лётчики-испытатели Дзюба, Трофимов, Махалин, Лукин, Котлов, Тупицын и Филлипов выполнили 63 полёта общей длительностью 42 часа 46 минут.
Испытания показали некоторое преимущество самолёта с подвижной пушечной установкой, перед истребителями с неподвижно закреплёнными пушками. МиГ-15 «СУ» мог открывать огонь при большем диапазоне курсовых углов, а также дольше вести огонь по цели. Кроме того, установка была относительно проста в управлении, лётчик-истребитель средней квалификации мог овладеть навыками применения В-1-25-Ш-3 за 15-20 полётов. С другой стороны, при сравнительно небольшом увеличении эффективности подвижная пушечная установка обладала рядом недостатков: возросло лобовое сопротивление, ухудшилась боковая устойчивость при стрельбе, осложнилось руление на земле. К тому же, конструкции установки В-1-25-Ш-3 была чрезмерно сложной, трудоёмкой в обслуживании, недоведённой и ненадёжной.
Работы в этом направлении впоследствии были продолжены на опытном МиГ-17 «СН».

## Дальнейшее развитие МиГ-15

### И-320, «Р»
Двухместный перехватчик с РЛС «Торий», разработанный на базе МиГ-15. Самолёт имел два двигателя РД-45Ф, располагавшиеся тандемом, и мощное пушечное вооружение, состоящее из двух 37-мм пушек Нудельмана Н-37. Было построено два истребителя этого типа, которые проходили испытания с апреля 1949 по апрель 1951 года.

### Учебно-тренировочный истребитель МиГ-15УТИ (И-312 «СТ»)
Для подготовки лётного состава строевых частей в ОКБ Микояна был разработан двухместный учебно-тренировочный вариант МиГ-15. УТИ строился большими сериями в СССР, Чехословакии и, предположительно, в КНР. Учебный МиГ-15 использовался для подготовки лётчиков МиГ-15, МиГ-17 и МиГ-19, широко экспортировался и надолго пережил в строю свой базовый вариант.

### МиГ-15бис «СД»
МиГ-15 с двигателем ВК-1 (усовершенствованный В. Я. Климовым двигатель Нин II) стал основным серийным вариантом. Ещё одним существенным отличием МиГ-15бис было новое вооружение — пушки НС-23 были заменены на более современные НР-23. Кроме того, был обновлён состав бортового радиооборудования. МиГ-15бис производился в вариантах фронтового истребителя, истребителя сопровождения и вооружённого разведчика, кроме того было создано несколько опытных образцов. МиГ-15бис стал основным истребителем ВВС и ПВО СССР, а также экспортировался за рубеж. После вывода из частей ПВО МиГ-15бис передавали в части истребительно-бомбардировочной авиации.

### МиГ-17 «СИ»
Дальнейшее развитие МиГ-15. Истребитель МиГ-17 получил новое крыло стреловидностью 45° и несколько менее значительных конструктивных изменений. МиГ-17 выпускался большой серией в СССР, Польше, Чехословакии и Китае. Также МиГ-17 широко экспортировался по всему миру, и продолжительное время стоял на вооружении ВВС большого числа стран. МиГ-17 участвовали во многих вооружённых конфликтах, включая арабо-израильские войны и войну во Вьетнаме.

## Список модификаций

### Серийные модификации
- МиГ-15бис чехословацкого базирования на территории Высшего института аэронавтики и космоса в ТулузеМиГ-15 — первоначальный базовый вариант с двигателем РД-45 (копия британского «Нин I»), пушками НС-23КМ и прицелом АСП-1Н, но в таком виде он не выпускался и так обозначались МиГ-15С.
- МиГ-15С — вариант с двигателем РД-45Ф (копия британского «Нин II»), пушками НР-23 вместо НС-23КМ, прицелом АСП-3Н и многими небольшими изменениями в конструкции, в дальнейшем обозначение не использовалось.
- МиГ-15ПБ — вариант с возможностью подвески двух топливных баков по 260 л. В дальнейшем все истребители МиГ-15 были переоборудованы для подвески дополнительных топливных баков, и индекс ПБ перестали использовать.
- МиГ-15бис (СД) — вариант с двигателем ВК-1 (улучшенный вариант британского двигателя «Нин», разработанный в СССР) и некоторыми изменениями в конструкции. Выпускался в 1950—1953 годах.
- МиГ-15Рбис (СР) — самолёт-разведчик на базе МиГ-15бис с фотокамерой АФАБ-40 на месте пушек Н-37 и одной из двух НР-23. Мог нести два подвесных топливных бака по 600 л. В 1951—1952 годах изготовлено 364 самолёта.
- МиГ-15Сбис (СД-УПБ) — истребитель сопровождения. Мог нести два подвесных топливных бака по 600 л. Производился в 1951 году, изготовлено 49 самолётов.
- МиГ-15УТИ — двухместный учебно-тренировочный самолёт. Производился в очень больших количествах и использовался для базовой подготовки пилотов всех типов истребителей МиГ вплоть до 1970-х годов.
- МиГ-15П УТИ — учебно-тренировочный вариант, оборудованный радиолокационной станцией РП-1. Выпускался малой серией.
- МиГ-15М — радиоуправляемая мишень. В этот вариант переоборудовались все одноместные МиГ-15, снимавшиеся с вооружения.

### Опытные модификации
- И-310 «С-1» — первый прототип с двигателем Роллс-Ройс Нин I.
- И-310 «С-2» — второй прототип с двигателем Роллс-Ройс Нин II.
- И-310 «С-3» — опытный для отработки дефектов, обнаруженных на первых двух прототипов.
- МиГ-15 «СВ» — опытный для отработки усовершенствований, стал эталоном серийного МиГ-15 последних серий.
- МиГ-15 «СО» — опытный самолёт с выдвижным прицелом АСП-3Н.
- МиГ-15 «СШ» — два МиГ-15, оснащённые пушками Ш-3-23.
- МиГ-15 «СУ» — опытный самолёт с подвижной пушечной установкой В-1-25-Ш-3
- МиГ-15 «СЛ» — четыре МиГ-15 для отработки двигателей ВК-1.
- И-312 «СТ-1» — прототип двухместного учебно-тренировочного истребителя МиГ-15УТИ.
- И-312 «СТ-2» — прототип двухместного учебно-тренировочного истребителя МиГ-15УТИ, оснащённый системой слепой посадки ОСП-48.
- УТИ МиГ-15 «СТ-7» — опытный учебно-тренировочный самолёт с РЛС РП-1 «Изумруд-1».
- УТИ МиГ-15 «СТ-8» — опытный учебно-тренировочный самолёт с РЛС РП-1Д «Изумруд-3».
- УТИ МиГ-15ЛЛ «СТ-10» — платформа для испытаний катапультных кресел.
- МиГ-15 «СД»: — прототип истребителя МиГ-15бис.
- МиГ-15бис «СА» — четыре самолёта для отработки системы слепой посадки ОСП-48.
- МиГ-15бис «СД-П»: — два истребителя, оснащённых тормозным парашютом.
- МиГ-15бис «СД-ЕТ» — опытный для отработки ряда усовершенствований.
- МиГ-15бис «СД-УПБ» — прототип истребителя сопровождения с подвесными баками повышенной ёмкости МиГ-15Сбис.
- МиГ-15бис «СР-1» — прототип самолёта разведчика МиГ-15Рбис
- МиГ-15бис «СЯ» — три опытных истребителя с крылом усиленной конструкции.
- МиГ-15бис «СП-1» — опытный перехватчик с РЛС «Торий-А».
- МиГ-15бис «СП-2» — опытный перехватчик с РЛС «Коршун».
- МиГ-15бис «СП-5» — опытный перехватчик с РЛС «Изумруд».
- МиГ-15бис «СЛ-5» — опытный самолёт для отработки двигателя ВК-5.
- МиГ-15бис «ИШ» — опытный истребитель-штурмовик на базе МиГ-15бис.
- МиГ-15бис «СД-5» — опытный самолёт с двумя блоками НАР АРС-57, по 8 снарядов в каждом.
- МиГ-15бис «СД-10» — опытный самолёт с двумя противосамолётными бомбами ПРОСАБ-100.
- МиГ-15бис «СД-21»: — опытный самолёт с двумя пусковыми установками для НАР С-21 (АРС-212)
- МиГ-15бис «СД-25» — опытный самолёт с двумя противосамолётными бомбами ПРОСАБ-250.
- МиГ-15бис «СД-57» — опытный самолёт с двумя блоками НАР АРС-57, по 12 снарядов в каждом.
- МиГ-15бис Бурлаки — опытный истребитель для отработки аэросцепки.
- МиГ-15ЛЛ «СЕ» — летающая лаборатория для исследования поведения самолёта на околозвуковых скоростях.
- МиГ-15бис «СДК-5» — для отработки крылатой ракеты КС-1 Комета; самолёт-дублёр Кометы.
- МиГ-15бис «СДК-7» — для отработки крылатой ракеты КС-1 Комета; самолёт-дублёр Кометы.
- МиГ-15бис «СИ» (И-330, МиГ-15бис 45°) — прототип истребителя МиГ-17.

## Производство

### Производство в СССР
На заводе № 1 подготовка к серийному выпуску МиГ-15 началась до того, как закончились государственные испытания в мае 1948 года. Также до окончания всего цикла государственных испытаний подготовка к серийному производству была начата на заводах № 153 в Новосибирске и № 381 в Москве. Таким образом, сначала к серийному производству начали подготавливать «С-1», затем «С-2», уже после того как первые истребители сошли с конвейера, за эталон был принят «С-3». Затем, в ходе производства, в серийный эталон были внедрены новшества, опробованные на МиГ-15 «СВ». Таким образом, решение запустить истребитель в серию раньше, чем были закончены испытания, ускорило приёмку первых машин войсками, но серьёзно осложнило производство заводам.
В 1949 году на заводе № 1 было свёрнуто производство истребителей МиГ-9 и начат выпуск МиГ-15, а уже в следующем году завод перешёл на выпуск МиГ-15УТИ и МиГ-15бис. 20 мая Совет Министров постановил начать производство МиГ-15 большой серией. В том же году новые самолёты стали поступать в боевые части. В период освоения заводом № 1 МиГ-15 в производстве, были изменены вертикальное оперение в связи с компенсацией рулей поворота, конструкция элерона и хвостовая часть крыла, введён триммер на левом элероне, поперечное V крыла, конструкция сиденья пилота, конструкция лафета, и была усилена хвостовая часть фюзеляжа.
Завод № 1 имени Сталина являлся ведущим в производстве МиГ-15, поэтому, помимо выпуска серийных машин, на завод возлагалась обязанность по технической помощи другим заводам и обеспечению межзаводской взаимозаменяемости агрегатов и узлов МиГ-15.
Освоение производства МиГ-15 на заводе № 153 также шло с большими сложностями. Заводу предстояло перейти с выпуска винтового истребителя Як-9 на производство реактивной техники. Но уже в июне 1949 года первые истребители были переданы заказчику, а в 1950 году завод перешёл на выпуск более совершенной модификации МиГ-15бис.
За два года на заводах № 1, 153, 381, 126 и 292 было выпущено 1344 МиГ-15. Основная часть, 813 (из них 510 в 1949 году, 301 в 1950 году и ещё два в 1953 году) и 453 машины (из них 144 в 1949 году, 308 в 1950 году и ещё один в 1951 году) были произведены на заводах № 1 и № 153 соответственно. До объединения с заводом № 30 на заводе № 381 было выпущено 75 истребителей, а оставшийся задел был передан заводу № 292, где было произведено два самолёта. На заводе № 126 освоение МиГ-15 шло медленно и до перехода на производство МиГ-15бис был сдан всего один истребитель.
В 1947—1950 годах ряд работников ОКБ Микояна и Гуревича получил Сталинские премии I, II и III степеней за разработку и внедрение МиГ-15 в производство.

### Лицензионное производство
Китай
Авиационный завод в Шэньяне был создан на базе оставленной японцами авиафабрики. Официальной датой открытия завода считается 29 июля 1951 года. Впоследствии, на этом заводе было налажено производство МиГ-15УТИ (JianJiao-2 или JJ-2), одноместные истребители не производились, так как к этому времени представители КНР уже вели переговоры о начале лицензионного производства более совершенных МиГ-17. Самолёты оснащались двигателями WP-5 (Wopen-5) которые являлись копией советских ВК-1.
Польша
Начиная с 1952 года истребители МиГ-15 выпускались в Польше на авиазаводе WSK в Мелеце под обозначением Lim (пол. Licencyjny Myśliwiec — лицензионный истребитель). Двигатели для них производил завод в Жешуве, под обозначениями Lis-1 и Lis-2 (РД-45Ф и ВК-1 соответственно).
- Lim-1 — копия МиГ-15 (227 самолётов)
- Lim-1A — разведывательный вариант МиГ-15, оснащённый фотокамерой АФА-21.
- SBLim-1 — учебно-тренировочный МиГ-15 с двигателем РД-45.
- Lim-2 — МиГ-15бис (выпущено 500 самолётов)
- Lim-2A — разведывательный вариант МиГ-15бис, оснащённый фотокамерой АФА-21.
- SBLim-2 — учебно-тренировочный МиГ-15 с двигателем ВК-1.

Часть истребителей Lim-1 была модернизирована и они получили неофициальное обозначение Lim-1.5. Кроме того, истребители модифицировались в буксировщики мишеней. Два SBLim-1 были использованы для испытаний катапультируемого кресла. Польские самолёты не поставлялись на экспорт.
Чехословакия
В Чехословакии фирмой Aero Vodochody МиГ-15 серийно выпускались с 1953 года. Двигатели РД-45Ф и ВК-1 для них строились на заводе Моторлет.
- S-102 — МиГ-15 (853 самолёта)
- CS-102 — МиГ-15УТИ (2013 самолётов)
- S-103 — МиГ-15бис (620 самолётов)

В ходе исследований возможностей усиления вооружения МиГ-15 и МиГ-17, по заказу вьетнамского правительства в Чехословакии был изготовлен опытный образец МиГ-15, вооружённый помимо двух 23-мм пушек двумя ракетами Р-Зс; на месте демонтируемой 37-мм пушки устанавливался теплопеленгатор. Кроме этого, чехи занимались модификациями истребителя, аналогичными советским. Среди них разведывательные варианты в различных конфигурациях, УТС с радаром Изумруд, самолёт для испытаний катапультного кресла, а также беспилотные самолёты-мишени. Самой необычной машиной из них оказался аэродромный антиобледенитель для взлётных полос. Он представлял собой грузовик, в кузов которого была установлена передняя часть фюзеляжа с двигателем от МиГ-15.
Интересно, что в конце 1950-х чехословацкие обозначения этих самолётов перестали применяться и были заменены советскими. Чехословацкие МиГи поставлялись на экспорт и, по некоторым данным, превосходили советские и польские машины по качеству сборки.

## На вооружении
На 2023 год, КНДР — единственная страна, которая может иметь Миг-15 на вооружении.

### Статус неизвестен
- КНДР — 1 авиаполк Миг-15, по состоянию на 2016 год[9]. Некоторое количество по состоянию на 2023 год с сомнительной боеспособностью[10]

### Стоял на вооружении
Всего в СССР было построено от 11 073 до 13 131 МиГ-15, а вместе с построенными по лицензии в других странах — до 15 560 самолётов, что делает этот истребитель самым массовым реактивным боевым самолётом в истории авиации. В разное время они состояли на вооружении около 40 стран.
- СССР — в 1950-х годах советские МиГ-15 многократно вылетали на перехват самолётов-разведчиков США и европейских стран, активно летавших над СССР в этот период, и сбили нескольких нарушителей. Наиболее известным пилотом МиГ-15 был Юрий Гагарин, два года летавший на этих самолётах в 769-м истребительном авиаполку Северного флота[11]. Гагарин погиб во время тренировочного полёта на МиГ-15УТИ в марте 1968 года. В СССР МиГ-15 и его модификации были сняты с вооружения в начале 1970-х годов.
- Албания — в 1955 ВВС Албании получили 18 МиГ-15бис и 4 МиГ-15УТИ, впоследствии ещё 4 CS-102 чехословацкого производства, 8 F-2 и 4 FT-2 также советского производства, реэкспортированные из КНР. Последние МиГ-15 были сняты с вооружения в 2006 году[12][13].
- Алжир — в 1964-65 годах ВВС Алжира получили 20 МиГ-15бис и 4 МиГ-15УТИ.
- Ангола — в 1975 году ВВС Анголы получили подержанные двухместные МиГ-15УТИ, два из них с Кубы, один из СССР. Самолёты предназначались для тренировки пилотов МиГ-17 и МиГ-21.[14]
- Афганистан — МиГ-15УТИ
- Бангладеш — в 1973 приобретено 5 FT-2 китайского производства.
- Болгария — в начале 1950-х ВВС Болгарии получили 12 МиГ-15, 24 МиГ-15бис и 30 МиГ-15УТИ. В 1960 году в Болгарию прибыло 12 разведывательных истребителей МиГ-15Рбис.
- Буркина-Фасо — МиГ-15УТИ[14]
- Венгрия — в 1951 году ВВС Венгрии получили небольшое число МиГ-15, которые вскоре были заменены на МиГ-15бис (36) и МиГ-15УТИ/CS-102 (53), поступившие на вооружение в 1953 году.
- Гвинея — 2 МиГ-15УТИ[15]
- Гвинея-Бисау — 1 МиГ-15УТИ[15]
- ГДР — В 1956 ВВС Восточной Германии получили первые из 28 МиГ-15бис. Кроме них, в ГДР поставлялись учебно-тренировочные МиГ-15бис.
- Демократическая Республика Конго — 1 МиГ-15УТИ[14]
- Египет — около 150 МиГ-15бис и МиГ-15УТИ, а также S-103 и CS-102 чехословацкого производства. Первые истребители были приняты на вооружение в 1955 году.
- Индонезия — в конце 1950-х ВВС Индонезии приобрели около 20 МиГ-15УТИ и CS-102 чехословацкого производства.
- Ирак — В 1958 для тренировки пилотов МиГ-17 было приобретено несколько МиГ-15УТИ.
- Камбоджа — в 1963 получен один советский МиГ-15УТИ, а в 1964 один китайский FT-2. МиГ-15УТИ разбился в 1968 году, китайский самолёт прослужил до семидесятых годов.
- Китай — в начале 1950-х Китай получил от СССР большое количество МиГ-15, МиГ-15бис и МиГ-15УТИ. Одноместные и учебные самолёты получили обозначения J-2 и JJ-2, при экспорте истребители обозначались F-2 и FT-2 соответственно.

Вскоре после прибытия в Китай мне было поручено сообщить Мао Цзэ-дуну, что Советское правительство решило безвозмездно передать Китайской Народной Республике несколько сот самолётов МиГ-15. Мао Цзэ-дун поблагодарил наш народ за столь щедрый подарок.— С. А. Красовский, «Жизнь в авиации»
- КНДР — в начале 1950-х ВВС Северной Кореи получили большое количество МиГ-15, МиГ-15бис и МиГ-15УТИ от СССР, а также F-2 и FT-2 от КНР.
- Куба — 36 МиГ-15бис/Рбис и 30 МиГ-15УТИ
- Ливия — МиГ-15УТИ
- Мадагаскар — в 1978 ВВС Мадагаскара получили один подержанный северокорейский МиГ-15УТИ.[15]
- Мали — получен 1 МиГ-15УТИ в 1960-х годах[15]
- Марокко — 2 МиГ-15УТИ состояли на вооружении с 1961 по 1966 год.
- Мозамбик — 2 подержанных советских МиГ-15УТИ в 1980 году.[17]
- Монголия — 3 МиГ-15УТИ, с 1969 года.
- Нигерия — 2 МиГ-15УТИ в 1967 году из Египта.
- Пакистан — китайские F-2 и FT-2 начиная с 1965 года.
- Польша — МиГ-15, МиГ-15бис, МиГ-15УТИ, а также производился по лицензии.
- Румыния — 159 МиГ-15, 50 МиГ-15бис, 204 S-103 чехословацкого производства, 59 МиГ-15УТИ и 42 CS-102 чехословацкого производства.
- Северный Вьетнам — Северный Вьетнам получал МиГ-15УТИ, а также китайские F-2 и FT-2 начиная с 1962 года.
- Северный Йемен — несколько МиГ-15УТИ.
- Сирия — 25 МиГ-15бис и 6 МиГ-15УТИ в 1955 году.
- Сомали — в 1967 году приобретено несколько МиГ-15УТИ для тренировки пилотов МиГ-17.[17]
- Судан — 2 FT-2 в 1969 году.[17]
- Танзания — 2 МиГ-15УТИ или FT-2.[18][19]
- Уганда — 2 МиГ-15УТИ были поставлены в 1966 году.[20]
- Финляндия — 4 МиГ-15УТИ для подготовки лётчиков МиГ-21. Находились на вооружении с 1962 по 1977 год.
- Чехословакия — В 1951 году ВВС Чехословакии начали получать МиГ-15. Впоследствии МиГ-15, МиГ-15бис и МиГ-15УТИ производились в Чехословакии по лицензии.
- Шри-Ланка — 1 МиГ-15УТИ приобретён в 1971 году, выведен из эксплуатации в 1981 году.[21] В настоящее время находится в музее ВВС Шри Ланки.[22]
- Южный Йемен — несколько МиГ-15УТИ

В конце 2005 года Албания последней из стран, эксплуатировавших МиГ-15, сняла самолёты этого типа с вооружения. По другим данным, небольшое количество самолётов ещё может находиться в эксплуатации в Китае и Северной Корее. Около 20 самолётов МиГ-15 были в разное время куплены частными лицами в США и Европе.

## Сравнение с аналогами
|                                | МиГ-15              | Ла-15      | Як-23       | North American F-86 Sabre      | Dassault Ouragan          | Saab 29 Tunnan       | FMA I.Ae. 33 Pulqui II  |
| ------------------------------ | ------------------- | ---------- | ----------- | ------------------------------ | ------------------------- | -------------------- | ----------------------- |
| Внешний вид                    |                     |            |             |                                |                           |                      |                         |
| Год принятия на вооружение     | 1949                | 1949       | 1949        | 1949                           | 1951                      | 1951                 | —                       |
| Годы производства              | 1949 — 1952         | 1949       | 1949 — 1950 | 1949 — 1956                    | 1951 — 1954               | 1950 — 1956          | 1950 — 1959             |
| Выпущено, единиц               | 15 560              | 235        | 313         | 9860                           | 350                       | 661                  | 5                       |
| Масса пустого, кг              | 3247                | 2575       | 1902        | 4788                           | 4142                      | 4845                 | 3554                    |
| Масса боевой нагрузки, кг      | 200                 |            |             | 1090                           | 908                       |                      |                         |
| Встроенная пушка               | 1 × 37-мм 2 × 23-мм | 3 × 23-мм  | 2 × 23-мм   | 6 × 12,7-мм                    | 4 × 20-мм                 | 4 × 20-мм            | 4 × 20 мм               |
| Макс. взлётная масса, кг       | 4917                | 3850       | 3306        | 6894                           | 7900                      | 8375                 | 5988                    |
| Силовая установка              | 1 × РД-45Ф          | 1 × РД-500 | 1 × РД-500  | 1 × General Electric J47-GE-27 | 1 × Роллс-Ройс «Нин» 104B | 1 × Вольво Аэро RM2B | 1 × Rolls-Royce Nene II |
| Макс. тяга двигателя, кН       | 1 × 22,3            | 1 × 15,6   | 1 × 15,6    | 1 × 23,1                       | 1 × 22,2                  | 1 × 27,0             | 1 × 22,71               |
| Макс. скорость, км/ч           | 1042                | 1026       | 868         | 1093                           | 940                       | 1060                 | 1040                    |
| Практический потолок, м        | 15 100              | 13 500     | 15 000      | 14 387                         | 13 000                    | 15 500               | 15 000                  |
| Практ. дальность (без ПТБ), км | 1335                | 1170       | 1080        | 1365                           | 920                       | 1100                 | 2030                    |

## Боевое применение

### Гражданская война в Китае
Впервые МиГ-15 был использован в бою в начале 1950 года. Истребители были развёрнуты в Китае для прикрытия района города Шанхай от налётов гоминьдановской авиации. Стычки с противником были редкими, и пилоты МиГ-15 записали на свой счёт только один сбитый самолёт — разведывательный P-38.

### Воздушные границы СССР
Встречи с американскими самолётами
Советские МиГ-15 привлекались для борьбы с нарушителями воздушной границы СССР. В период c 1950 по 1953 год «пятнадцатые» сбили большое число американских самолётов-нарушителей, в том числе четыре RB-29, два P2V-5, два B-26C, по одному F-82, F-51D, B-24, P2V-3, RB-50G.
18 ноября 1952 года на Дальнем Востоке произошёл воздушный бой между звеном реактивных истребителей F9F-5 Panther ВМС США (с авианосца USS Oriskany) и звеном МиГ-15 ВВС СССР (с аэродрома Унаши). В ходе боя было сбито три советских «МиГа», у американцев была уничтожена одна «Пантера» с серийным номером 125459, которая после возвращения была списана как неремонтопригодная.
Встречи с самолётами других стран
- 29 апреля 1952 года в районе восточногерманского города Кённерн советские МиГ-15 атаковали и повредили гражданский авиалайнер DC-4 авиакомпании Air France, ни один не погиб, 3 пассажира получили ранения, самолёт совершил посадку в аэропорту Берлин-Темпельхоф; советская сторона заявила, что лайнер вышел за границы международного воздушного коридора[27]. По немецким данным, самолёт прежде чем быть атакованным, уклонился от коридора, вторгнувшись на несколько районов Саксонии-Анхальт[28].

Полковник ВВС Швеции Стиг Веннерстрем передал советской агентуре информацию что «нейтральный» самолёт DC-3 (б/н Тр-79001) ВВС Швеции, патрулирующий Балтийское море, на деле оборудован разведывательным оборудованием и собирает информацию о советских РЛС на побережье.
- 13 июня шведский DC-3 Dacota (б/н Тр-79001, командир Альвар Альмберг) над Балтийским морем во время разведывательной миссии был сбит советским МиГ-15 483-го иап (пилот к-н Григорий Осинский), весь экипаж 8 человек погиб[30][31]. Полковник Стиг Веннерстрем, который дал советской стороне наводку, был надолго отправлен в тюрьму[29].
- 16 июня, через три дня после уничтожения «Дакоты», над советской территорией истребителями МиГ-15 (пилоты л-т Николай Семерников и л-т Илья Яценко-Косенко) была сбита PBY-5 Catalina (б/н Тр-47002, командир Свэн Тёрнгрен) ВМС Швеции. Самолёт совершал поиски обломков сбитого ранее DC-3. Подбитая «Каталина» смогла совершить посадку на воду, экипаж успел спастись[32], прежде чем самолёт утонул[31].
- 12 марта 1953 года тяжёлый бомбардировщик Lincoln B.II (р/н RF531, командир ст.сж-т Питера Дуннел) ВВС Великобритании вышел за пределы воздушного коридора над ГДР и в 32 северо-восточнее Люнебурга был сбит парой советских истребителей МиГ-15бис 43-го иап (пилоты ст.л-т В. Иванов и ст.л-т В. Алексеев). Весь экипаж семь человек погиб[31].
- В 1954 году МиГ-15 истребительной авиации ПВО по ошибке сбили советский торпедоносец Ту-14 ВВС ТОФ, принятый за иностранную «Канберру»[33].

Борьба с аэростатами
Полное количество сбитых неизвестно. Ниже перечислены лишь известные эпизоды применения МиГ-15 для уничтожения разведывательных автоматических дрейфующих аэростатов (АДА) над территорией СССР:
- 4 декабря 1954 года советский МиГ-15[34] 146-го гиап над УССР сбил один разведывательный аэростат[35].
- 21 января 1956 года советский МиГ-15 894-го иап (пилот м-р А. П. Морозов) над Житомирской областью сбил два разведывательных аэростата[36], запущенных США в рамках проекта «Genetrix».
- 11 июня 1962 пара советских МиГ-15 894-го иап (к-н Л. Ф. Коронков и к-н В. М. Доренский) над Житомирской областью сбили один разведывательный аэростат[36].

Итоги применения
Таким образом, известно около 20 случаев, когда истребителями МиГ-15 ВВС СССР в районе советской границы были сбиты самолёты или АДА. Эти числа не претендуют на полноту, например, полное количество уничтоженных АДА «пятнадцатыми» нигде не публиковалось. Вдобавок, МиГ-15 сбили один свой самолёт и три «пятнадцатых» было сбито огнём противника.

### Восточная Европа
Восточноевропейские страны также довольно часто использовали МиГ-15 для охраны воздушной границы. За 1954 год только одна из авиадивизий ВВС Болгарии поднимала истребители МиГ-15 для пресечения нарушений 130 раз.
- 10 марта 1953 года в ходе воздушного боя над чехословацким Мерклином между двумя F-84E Thunderjet 53-й аэ ВВС США и двумя МиГ-15 5-го иап ВВС Чехословакии на высоте 2км и скорости 950 км/ч, огнём пилота Ярослава Шрамека был сбит один американский истребитель (с/н 49-2192, пилот 1-й л-т У. Браун катапультировался)[38][39].
- 12 марта 1954 года на перехват двух штурмовиков AD-4N Skyraider ВМС США, которые вторглись в воздушное пространство в районе чехословацкого города Тахов, был поднят одиночный МиГ-15 5-го иап ВВС Чехословакии (пилот л-т Зденек Волеман). Перехват произошёл на высоте 4200 метров и скорости 400—450 км/ч. Изначально, лётчик «МиГа» идентифицировал их как винтовые самолёты с подвешенными ракетами, вероятно из ВМС США, по ним Волеман открыл огонь, и одному снаряды попали в хвостовую часть вызвав пожар. Только после открытия огня нарушители снизились и улетели в ФРГ, где совершили вынужденные посадки[38][39]. Позже Конгресс США подтвердил тип самолётов — «AD Skyraider», поражение одного из них и что они произвели взлёт с авианосца USS Randolph[40].
- 3 июня 1954 года бельгийский C-47A (с/н 42-92207, а/к Sabena) совершал транспортный рейс Мюнхен — Белград. В процессе полёта он вошел в ответственную зону охраны советских войск в Австрии. Был поднят на перехват истребитель МиГ-15, после трёх облётов самолёта, он продолжал путь. В четвёртом заходе патрульный самолёт произвёл по нему несколько выстрелов. Подбитый транспортный самолёт с тяжёлыми повреждениями совершил вынужденную посадку на австрийский аэродром Грац[41].
- 16 августа 1954 года на перехват угнанного самолёта L-4 Piper (рег. OK-AOD) были подняты три чехословацких истребителя МиГ-15. На сигналы первой пары «МиГов» 5-го иап нарушитель не отреагировал и так как они не могли его атаковать, чтобы не подвергать опасности людей на земле, он попытался сбежать. На перерез ему вылетел третий МиГ-15 (8-й иап, пилот к-н Милан Хавица), который к югу от города Влашима сбил его, при падении «Пайпера» его пилот Милан Новак остался жив[42].
- 9 сентября 1954 года греческий самолёт нарушил государственную границу Болгарии и был сбит истребителем МиГ-15. Нарушителя сбил болгарский пилот л-т И. Еленски[37].
- 27 июля 1955 года после нарушения болгарской воздушной границы более чем на 200 километров[37], на перехват израильского пассажирского самолёта L-149 была поднята пара болгарских МиГ-15. В результате перехвата самолёт был сбит и рухнул возле города Петрича[43], командиром оказался бывший пилот Уинстона Черчилля профессиональный пилот Стенли Хинкс[37], он, 6 других членов экипажа и 51 пассажир погибли[44].
- 21 января 1956 года по западным данным во время взлёта на перехват самолёта нарушителя или для пресечения побега, пара советских МиГ-17ПФ завязала воздушный бой с парой венгерских МиГ-15бис, в процессе которого вторглись в воздушное пространство нейтральной Австрии, где затем произошло столкновение венгерского и советского «МиГов». Венгерский пилот погиб, советский выжил (называется капитан Николай Коноплёв). Кем был точно венгерский пилот в источнике высказываются сомнения, а также требуется подтверждение самого инцидента[45].
- 23 декабря 1957 года реактивный учебно-боевой самолёт Т-33А Shooting Star (с/н 51-04413) ВВС США нарушил воздушное пространство Албании. Ему на перехват поднялась пара истребителей МиГ-15бис (пилоты А. Нгела и М. Хуса), которые принудили нарушителя к посадке на аэродром Кучова. Американский пилот майор Ховард Курран был задержан на 19 дней, после чего отпущен, трофейный самолёт возвращать не стали и после изучения выставили в музее города Гирокастра[46].
- 31 декабря 1957 года парой албанских истребителей МиГ-15бис был перехвачен и принуждён к посадке на аэродроме Влёра заблудившийся британский транспортный самолёт DC-4 Skymaster (а/к Independent Air Travel). Самолёт уклонился от назначенного маршрута и вторгся в воздушное пространство Албании. Экипаж в составе командира М. К. Козубски и других, после четырёхдневного разбирательства был отпущен вместе с самолётом[46].
- Болгарские пилоты, после уничтожения «Констеллейшена» уже реже открывали огонь, однако нарушения воздушной границы продолжались. В один из дней болгарскими истребителями МиГ-15 был принуждён к посадке югославский самолёт-разведчик DH.98 «Москито», югославский лётчик Сарделич был задержан и после допроса отпущен[37].
- В 1958 году болгарские МиГ-15 опять принудили к посадке иностранный самолёт, который потерял ориентировку[37].
- В 60-х, 70-х и 80-х чехословацкие МиГ-15 постоянно принуждали к посадке заблудившиеся самолёты и вертолёты. Наиболее известным был случай 23 мая 1978 года, когда истребителем МиГ-15бис 1-го иап (пилот Ф. Иван) был принуждён к посадке на территорию Чехословакии вертолёт AB.204B 3-го ап (б/н 3192, рег. 4D-BT) ВВС Австрии. Экипаж, в составе командира Д. Стангла и трёх других был задержан[39].

Борьба с АДА
Полное количество сбитых неизвестно. Ниже перечислены лишь известные эпизоды применения МиГ-15 для уничтожения разведывательных автоматических дрейфующих аэростатов над территорией Восточной Европы (все над Чехословакией):
- 12 июня 1954 года было сбито очень большое количество разведывательных аэростатов, часть из них была сбита истребителями МиГ-15 3-го иап и 5-го иап ВВС Чехословакии;
- 29 августа 1955 года истребителем МиГ-15 15-го иап ВВС Чехословакии (пилот Д. Мазалек) в районе Кладно был сбит один АДА;
- 21 октября 1956 года истребителем МиГ-15 11-го иап ВВС Чехословакии (пилот Ярослав Новак) в районе Добржиша был сбит один АДА;
- 26 октября 1959 года истребителем МиГ-15 17-го иап ВВС Чехословакии в районе Тахова был сбит один АДА;
- 26 октября 1959 года истребителем МиГ-15 5-го иап ВВС Чехословакии в районе Тахова был сбит один АДА.

### Война в Корее
Главной войной и «звёздным часом» в истории МиГ-15 стала война в Корее. Это была первая в истории авиации война реактивных двигателей и первый воздушный бой реактивных самолётов. ВВС Северной Кореи были полностью уничтожены в первые несколько месяцев боевых действий, и в середине осени 1950 года авиация ООН имела господство в воздухе. Для обеспечения воздушного прикрытия вступившей в войну китайской армии СССР направил в Китай 64-й истребительный авиакорпус, вооружённый МиГ-15.
Уже 1 ноября они вступили в первый бой с американскими самолётами, что стало полной неожиданностью для ВВС США, не предполагавших, что им придётся столкнуться с новейшим советским истребителем. Применявшиеся до сих пор американские F-80 уступали МиГам в скорости из-за своего прямого крыла. Для борьбы с новым воздушным противником на Дальний Восток были срочно отправлены недавно поступившие на вооружение F-86 «Сейбр». С конца декабря 1950 года и вплоть до завершения войны в июле 1953 года МиГ-15 и F-86 стали основными противниками в небе Кореи.
«МиГ» и «Сейбр» имели примерно одинаковые лётные характеристики. МиГ-15 имел преимущество в вертикальной манёвренности и вооружении, уступая «Сейбру» в авионике и горизонтальной манёвренности. Важную роль играла и оперативная ситуация на Корейском театре военных действий — советским лётчикам запрещалось преследовать противника над морем или территорией Южной Кореи. Кроме того, основной целью советских лётчиков было не уничтожение F-86, а атака ударных американских самолётов. С другой стороны, МиГи действовали над своей территорией, где авиация США постоянно подвергалась угрозе зенитного огня. Важным преимуществом для МиГов было то, что они базировались на аэродромах на территории Китая, в результате лётчикам США было запрещено уничтожать МиГ-15 на земле и вообще атаковать МиГи над территорией Китая.
Отсутствие противоперегрузочного костюма в экипировке лётчиков МиГ-15 значительно снижало боевые возможности самолёта при маневрировании. Американские лётчики, пилотировавшие F-86 «Сейбр», имели в своём арсенале полётного обмундирования такие костюмы, что позволяло им проводить маневрирование с перегрузками более длительные по времени, нежели лётчики на МиГ-15.

Командир эскадрильи Сергей Крамаренко, одержавший в Корее 13 воздушных побед, так описывал тактику сторон: 
МиГ имел превосходство в скороподъёмности, в то время как «Сейбр» обладал лучшей манёвренностью в горизонтальной плоскости, особенно на малых высотах… Очень часто исход поединка решала первая атака. После первого удара МиГи быстро уходили на высоту, «Сейбры» же, наоборот, в случае неудачного первого захода стремились уйти вниз. Каждый стремился использовать в бою лучшие качества своего самолёта, поэтому порой схватка и ограничивалась одной атакой, после которой МиГи оказывались наверху, а «Сейбры» — внизу.
Однако, важным преимуществом Сейбров было наличие радиодальномера в составе прицельного комплекса, позволявший с высокой точностью открывать огонь по МиГам на разрешенных дальностях.
Тяжёлая ситуация для советских лётчиков сохранялась вплоть до 1952 года, когда на МиГ-15 стали ставить детектор облучения радаром, разработанный лейтенантом В. В. Мацкевичем.
МиГ-15 прекрасно проявили себя во время перехватов бомбардировщиков B-29, для действий против которых самолёт, собственно, и создавался. В двух боях в марте—апреле 1951 года «МиГам» удалось нанести большой урон группам B-29 в районе китайско-корейской границы. В конце октября 1951 года после новой серии потерь от действий МиГов ВВС США были вынуждены полностью прекратить использование B-29 в дневных условиях; до конца войны эти бомбардировщики действовали в основном по ночам.
Истинное количество побед и потерь МиГ-15 в Корее назвать затруднительно — этот вопрос до сих пор является дискуссионным. Согласно советским данным, самолёты ВВС СССР, КНР и КНДР сбили в Корее 1377 самолётов противника всех типов при потере 566 своих машин. Непосредственно советская сторона по всем причинам потеряла 335 МиГ-15 при 64 тысячах вылетах, из них 283 было сбито вражеским или дружественным огнём и разбилось по техническим причинам и ошибкам лётчиков в боевых вылетах, 42 списано после посадки, 3 разбилось при посадке и 7 потеряно в небоевых вылетах. Происходили потери и на аэродромах: известен случай, когда в результате налёта бомбардировщиков B-29 на Ыйджу были уничтожены 16 северокорейских МиГ-15.
Самым результативным пилотом считается Евгений Пепеляев, за которым записано 23 воздушные победы.
Также, именно Пепеляев подбил и принудил к аварийной посадке тот F-86 в 1951 г., который был доставлен в СССР, для изучения в ЦАГИ.
По данным RAND Corporation «Десятилетиями западные источники приводили данные по статистике сбитых МиГ-15 пилотами F-86 на уровне 14:1. Исследования, выполненные после падения СССР ставят под сомнение эти утверждения. Показывают, что фактическое количество сбитых МиГ-15 было чуть более 200 против почти 800, заявленных ВВС США». Данные исследования RAND Corporation 2008 года показывают, что в ходе Корейской войны соотношение числа сбитых самолётов в воздушных боях F-86 с МиГ-15 ближе к 1,8:1, и для МиГ-15, пилотируемых русскими лётчиками (Russian flown) с большей вероятностью 1,3:1.
Использование МиГ-15 в Корее имело большой резонанс в средствах массовой информации Европы и Америки. Неожиданное появление этого самолёта получило название «корейский сюрприз». Американские пилоты называли район на северо-западе КНДР, где наиболее часто действовали советские истребители, «аллеей МиГов».
На протяжении Корейской войны США пытались захватить более или менее невредимый МиГ-15, объявив в апреле 1953 года награду в 100 тысяч долларов тому пилоту, который предоставит этот самолёт в распоряжение ВВС США. Непосредственно в ходе войны американцам не удалось захватить ни одного самолёта. Лишь после её окончания, в сентябре 1953 года, северокорейский пилот Но Гымсок, ничего не знавший о предложенном вознаграждении, угнал МиГ-15 в Южную Корею. Этот самолёт был испытан в полёте известным американским лётчиком-испытателем Чаком Йегером. По словам Йегера, соотношение потерь «Сейбров» к сбитым «МиГам» составляло 1:12, и когда американские авиаконструкторы наконец ознакомились с самолётом, они весьма удивились советскому конструкторскому решению горизонтального оперения. Испытания трофейного самолёта помогли американцам лучше понять тактику действий советских пилотов в воздухе. Затем США предложили вернуть МиГ законному владельцу, однако ни одна страна не выразила желания забрать его, и самолёт был отправлен в Национальный музей ВВС США.
Хотя после окончания Корейской войны МиГ-15 продолжали летать во многих странах мира и участвовать в вооружённых конфликтах, они больше нигде не получили боевой славы[что?].
После объявления перемирия
Истребители МиГ-15 ВВС КНДР участвовали в нескольких воздушных боях, в которых одержали несколько воздушных побед (уничтожены 2 самолёта, 1 подбит, без потерь в воздушных боях):
- 7 ноября 1956 года пара истребителей F-51 «Мустанг» ВВС Южной Кореи вторглась на территорию КНДР, в результате чего произошёл воздушный бой с северокорейскими истребителями МиГ-15. В бою был сбит один F-51 (б/н 211, пилот п/п-к Паэк Чан Хьюн пропал без вести), второй F-51 получил множественные повреждения, но пилот смог уйти от противника и вернуться на аэродром[59];
- 16 июня 1959 года патрульный самолёт P4M «Меркатор» (б/н VQ-1) ВМС США во время разведывательного вылета над Японским морем был атакован парой северокорейских МиГ-15 (в американских источниках ошибочно указывается про атаку МиГ-17). Без предупреждений «МиГи» начали расстреливать разведчик, добившись множества попаданий «МиГи» ушли по остатку топлива. Американский самолёт смог дотянуть до Японии, где совершил посадку. Однако восстановлению этот самолёт с серийным номером «122209» не подлежал[59].

### Китайско-тайваньско-американский конфликт
Китайские самолёты участвовали в воздушных боях с американскими самолётами, а также с тайваньскими P-47, T-33, F-84, F-86 и другими, во время обострения отношений между странами.
- 2 сентября 1952 года пара МиГ-15 6-го иап 2-й иад ВВС НОАК в районе Шанхая перехватила четырёхмоторный самолёт-нарушитель. При перехвате по неизвестной причине разбился один «МиГ», китайский пилот Хо Чунтао погиб[60].
- 9 апреля 1954 года при перехвате американского самолёта P2V-4 Neptune столкнулся с водой истребитель МиГ-15 42-го иап 14-й иад ВВС НОАК. Пилот Ли Чень-Бао погиб[60].
- В 1954 году произошло множество воздушных боёв между МиГ-15 и P-47 Thunderbolt и T-33 Shooting Star. В ходе боёв с «МиГами» тайванцы подтвердили потерю 3 «Тандерболтов», согласно западным данным МиГ-15 имел одну потерю (даты потерь P-47, 9 февраля, 18 марта и 16 июля, все тайваньские пилоты погибли Чжоу Лян, Ли Люин и Вэнь Чжуцян соответственно, МиГ-15 согласно западным заявлениям сбит двумя поршневыми P-47D 22 мая, никакой информации о «МиГе» или пилотах не предоставляется). Кроме того, 17 ноября разбился один RT-33A (б/н 012), пытаясь уйти от МиГ-15[61], пилот Ви Жаньхинь погиб[62][63].
- 27 июня 1955 звено МиГ-15бис 10-го иап 4-й иад ВМС НОАК, ведомое Чан Вэн-Синем, подбило тайваньский самолёт PBY-5 Catalina (экипаж Чин Куок Миня), тяжело повреждённый самолёт выполнил вынужденную посадку[60].
- В этот же день, 27 июня, это же звено 10-го иап выполнило перехват пары тайваньских самолётов RT-33. Китайскому пилоту МиГ-15 Ван Хон-Си удалось с расстояния 533 метра сбить тайваньский RТ-33A (б/н 007)[60]. Пилот Ши Джинзе погиб[62].
- 4 июля 1955 года тайваньским истребителем-бомбардировщиком F-84G согласно западным источникам был сбит один МиГ-15 НОАК[63], однако по данным КНР в этот день никаких потерь не подтверждается, также как и не было вообще никаких воздушных боёв[64].
- 14 июля 1955 года в воздушном бою между четвёркой F-84 и четвёркой МиГ-15бис 4-й иад, был сбит 1 F-84 и ещё 1 подбит[64].
- 15 октября 1955 года звено истребителей МиГ-15бис 10-го иап 4-й иад ВМС НОАК, ведомое Ван Хон-Си, вступила в бой с четвёркой F-86 ВВС Тайваня. Тайваньскому лётчику Тзу Ван-Суну удалось сбить один китайский «МиГ», пилот которого Гу Чан-Тай погиб[60].
- 17 июня 1958 года самолёт RF-84F (б/н 5609) 12-й аэ ВВС Тайваня выполнял разведывательный полёт над материковым Китаем, проследовав над провинцией Гуанси. С аэродрома Лианшен в воздух поднялись 4 истребителя МиГ-15бис 27-го иап 9-й иад ВВС НОАК и начали преследование противника. Пытаясь оторваться от преследователей гоминьдановский лётчик ушёл на малые высоты, не справился с управлением и столкнулся со склоном горы. Пилот Цинь Мао-Чан погиб[60].
- 24 сентября 1958 года в области Янчжу в ходе массового воздушного боя тайваньский F-86 с помощью ракеты «воздух-воздух» AIM-9B сбил китайский МиГ-15бис 5-го иап, пилот Ван Сы-Чон погиб, это был единственный самолёт, потерянный китайцами в этот день[60]. По другим данным этим потерянным самолётом был Тип-56 (то есть МиГ-17)[64].
- 11 июня 1964 года в районе округа Яньтай китайским истребителем МиГ-15 был сбит самолёт радиоэлектронной разведки RB-69A Neptune (с/н 726-7047, 34-й аэ) ВВС Тайваня. Весь экипаж 14 человек погиб, включая командира — Сунь Ичэна. Победу одержал пилот ВМС НОАК комэск Чен Генфа[65]. (в некоторых источниках ошибочно говорится про победу МиГ-17[62])

Таким образом, в сумме, в боях с МиГ-15 тайванцы безвозвратно потеряли 7 самолётов, ещё по крайне мере 1 был повреждён. Потери КНР в воздушных боях составили 3 или 4 МиГ-15.

### Арабо-израильский конфликт
Суэцкий кризис
В воздушных боях лётчики МиГ-15 записали на свой счёт 2 сбитых, 1 уничтоженный на земле и 6 повреждённых самолётов противника. ВВС Израиля заявлялась потеря Египтом в воздухе пяти МиГ-15 — четыре «пятнадцатых» были сбиты, ещё один был захвачен в удовлетворительном состоянии и впоследствии использовался для тренировки израильских пилотов. Были подтверждены только три потери МиГ-15 в воздухе, два сбитых и один захваченный:
- 30 октября истребителем Mystere IVA был сбит египетский МиГ-15 Мухаммада Лабиба, пилот катапультировался и спасся[67];
- 31 октября истребителем Mystere IVA был сбит египетский МиГ-15 Фуада Камаля, пилот катапультировался и спасся[67];
- 31 октября истребителем Mystere IVA был подбит египетский МиГ-15 Рахмана Мухаррама, Рахман вынуждено приземлился на севере Синая и вышел к своим. Повреждённый самолёт был захвачен израильтянами[67].

Египетские МиГ-15 показали высокую эффективность в наземных атаках: только в одном бою 30 октября авиаудары «МиГов» несколько раз разбивали израильские колонны идущие от Кунтиллы до Тамада, сгорело 23 израильских машины. 31 октября, 14 МиГ-15 нанесли множество авиаударов по израильским войскам у Абу Агейлы. 6 ноября, расположение британских солдат западнее Порт Саида было атаковано парой МиГ-15, оба «МиГа» смогли вернуться, несмотря на то что один получил 32 пробоины.
В ходе боевых действий Египет потерял почти все свои МиГ-15, однако, ремонтные бригады очень быстро вернули множество повреждённых «МиГов» в строй, вернулись также самолёты эвакуированные в Судан. В результате, уже через месяц, ещё не получив ни одной замены самолётов, Египет восстановил парк МиГ-15 до 52 машин.
Дальнейшая служба
8 января 1959 два израильских истребителя Mystere IVA были сбиты египетскими МиГ-15.
Во время египетской интервенции в Йемене, Шестидневной войны, Войны на истощение и Войны Судного дня МиГ-15 ВВС Египта использовались в основном для атаки наземных целей. Сирийские самолёты также приняли участие в боевых действиях против Израиля. Воздушных побед не имели. Были потери. Во время Шестидневной войны один лётчик ВВС Египта погиб в кабине МиГ-15 на земле, с ним погибли 11 человек технического персонала.

### Мароккано-алжирский конфликт
В 1962 году Египет передал Алжиру 9 истребителей МиГ-15. Марокко в это время уже имел полученные от СССР истребители МиГ-17.
15 октября произошла стычка между одним алжирским МиГ-15 и одним марокканским МиГ-17. Стороны обменялись очередями, после чего разошлись.

### Другие конфликты
МиГ-15 не принимали непосредственного участия во Вьетнамской войне. Насколько известно, ВВС Северного Вьетнама имели на вооружении только учебно-тренировочные МиГ-15УТИ, которые не совершали боевых вылетов. В целом главная роль МиГ-15 в странах Азии и Африки свелась к подготовке личного состава к полётам на более современных советских истребителях.
Последние эпизоды применения МиГ-15 произошли в ходе войны в Югославии.

## Аварии и катастрофы
- 15 сентября 1952 года на территории Китая при возвращении из боевого вылета группа МиГ-15 878-го истребительного авиаполка ВВС СССР попала в грозу, что привело к потере четырёх самолетов, гибели одного лётчика и травмированию двух, которые больше не участвовали в боевых действиях[77].
- 10 июня 1958 года в тренировочном полёте на болгарском МиГ-15УТИ погиб генерал-майор Сергей Вишняков.

## Тактико-технические характеристики
Приведены данные выпущенного заводом № 1 в 1949 году МиГ-15 сер. № 115002.
Источник данных: Gordon, 2001, pp. 121; Арсеньев, Крылов, 1999, стр. 78.

Технические характеристики
- Экипаж: 1 пилот
- Длина: 10,10 м
- Размах крыла: 10,08 м
- Высота: 3,7 м
- Площадь крыла: 20,6 м²
- Угол стреловидности по передней кромке: 37°
- Коэффициент удлинения крыла: 4,85
- Коэффициент сужения крыла: 1,61
- Профиль крыла: ЦАГИ С-10C у корня крыла, ЦАГИ СР-3 - законцовки
- Средняя аэродинамическая хорда: 2,12 м
- База шасси: 3,17 м
- Колея шасси: 3,81 м
- Масса пустого: 3247 кг
- Масса снаряжённого: 3524 кг (пилот 97 кг, боекомплект 180 кг)
- Нормальная взлётная масса: 4917 кг
- Масса топлива во внутренних баках: 1210 кг (+ 2 × 420 кг в ПТБ)
- Объём топливных баков: 1456 л (+ 2 × 250 л ПТБ)
- Силовая установка: 1 × ТРД РД-45Ф
- Тяга: 1 × 2270 кгс (22,3 кН)

Лётные характеристики
- Максимальная скорость:  
  - у земли: 1042 км/ч
  - на высоте 5000 м: 1021 км/ч
  - на высоте 10000 м: 974 км/ч
- Скорость отрыва: 230 км/ч
- Посадочная скорость: 174 км/ч
- Практическая дальность: 1335 км / 1920 км с ПТБ
- Практический потолок: 15 100 м
- Скороподъёмность:  
  - у земли: 41,0 м/с
  - на высоте 5000 м: 28,0 м/с
  - на высоте 10000 м: 16,1 м/с
- Время набора высоты:
  - 5000 м за 2,4 мин.
  - 10000 м за 6,8 мин.
- Время / радиус виража:
  - на высоте 5000 м: 40 с / 1050 м
  - на высоте 10000 м: 71 с / 2000 м
- Набор высоты за разворот:
  - на высоте 5000 м: 2340 м
  - на высоте 11400 м: 1280 м
- Нагрузка на крыло: 238,7 кг/м²
- Тяговооружённость: 0,46
- Длина разбега: 605 м
- Длина пробега: 755 м

Вооружение
- Стрелково-пушечное:  
  - 1 × 37 мм пушка Н-37 с 40 патр. (6,66 в/с)
  - 2 × 23 мм пушки НС-23 с 80 патр. на ствол (10x2 в/с)
- Точки подвески: 2
- Бомбы: 2 × 50 кг или 2 × 100 кг

## Сохранившиеся экземпляры
| Тип       | Бортовой номер | Местонахождение                                                          | Изображение |
| --------- | -------------- | ------------------------------------------------------------------------ | ----------- |
| МиГ-15    |                | г.Кумертау ПКиО им.Гагарина Стелла "покорителям космоса" на входе в парк |             |
| МиГ-15бис |                | Музейный экспонат в пгт Сафоново (Мурманская область)                    | фото        |
| МиГ-15    |                | Самолёт-памятник в п. Шонгуй (Мурманская область)                        | фото        |
| МиГ-15    |                | Самолёт-памятник в городе Ковылкино Республика Мордовия, Россия          |             |
| МиГ-15    | 45             | Посёлок Сиверский в Гатчинском районе Ленинградской области, Россия      |             |
| МиГ-15    |                | Город Шилка в Забайкальском крае                                         |             |
| МиГ-15    | 77             | Памятник советским лётчикам г. Винница (Украина)                         |             |
| МиГ-15    | 94             | г. Гайсин (Украина)                                                      |             |
| МиГ-15    |                | г. Бершадь (Украина)                                                     |             |
| МиГ-15    | 23             | Музей станции авиации ВМС США в Уайлдвуде                                |             |
| МиГ-15бис | 70109          | Центр Стивена Удвара-Хази                                                | фото        |

## Интересные факты
- Выработавшие свой ресурс двигатели ВК-1 с самолётов МиГ-15 после ремонта устанавливались на тепловые машины типа ТМ-59 (см. статью Аэродромная техника), которые применяются для очистки аэродромного покрытия от мусора, крошки и льда. ТМ-59 продолжают работать на аэродромах в настоящее время, применяется также на полётной палубе ТАВКР «Адмирал Кузнецов».[значимость факта?]
- 5 марта 1953 года польский пилот Францишек Ярецкий угнал новейший в то время МиГ-15 и приземлился на нём в аэропорту Рённе на острове Борнхольм (Дания). Западные авиационные специалисты исследовали самолёт и 22 марта морским транспортом вернули его Польше. Беглец переехал в США, где передал много информации о современных советских самолётах и тактике. В том же году ещё один польский лётчик Здислав Язвински угнал МиГ-15, и снова в Данию[78][неавторитетный источник]
- 15 января 1956 года венгерский лётчик перелетел на самолёте МиГ-15 в Австрию, но при приземлении потерпел катастрофу[78][неавторитетный источник]

## В компьютерных играх
Модуль Миг-15бис для авиасимулятора Digital Combat Simulator является самой проработанной реализацией самолёта в электронном виде, также на Миг-15 можно полетать в War Thunder, GTA Online (V-65 Molotok), World of Warplanes, и в симуляторе Mig Alley.